# 프렘 라탄 단 파요
프렘 라탄 단 파요(Prem Ratan Dhan Payo)는 인도에서 제작된 수라즈 R. 바자티아 감독의 2015년 드라마, 멜로/로맨스 영화이다. 살만 칸 등이 주연으로 출연하였다.

## 출연

### 주연
- 살만 칸
- 소남 카푸르
- 아누팜 커

### 조연
- 닐 니틴 무케쉬
- 디팍 도브리얄
- 스와라 바스카르